# Kinley Gibson
Kinley Gibson (Edmonton, 16 januari 1995) is een Canadees baan- en wegwielrenster. Gibson won in 2016 en 2017 de ploegenachtervolging op de Pan-Amerikaanse kampioenschappen baanwielrennen.

## Overwinningen

### Wegwielrennen
2013
 Canadees kampioenschap tijdrijden, junior dames
2018
 Canadees kampioenschap wielrennen op de weg, Elite vrouwen

### Baanwielrennen
| Jaar       | CK                                                                            | PK                   | WK         | Overig                          |
| Als junior | Als junior                                                                    | Als junior           | Als junior | Als junior                      |
| ---------- | ----------------------------------------------------------------------------- | -------------------- | ---------- | ------------------------------- |
| 2013       |                                                                               |                      | scratch    |                                 |
| Als elite  |                                                                               |                      |            |                                 |
| 2016       | achtervolging scratch · omnium                                                | ploegenachtervolging |            |                                 |
| 2017       | achtervolging scratch · omnium ploegenachtervolging · puntenkoers koppelkoers | ploegenachtervolging |            | WB Milton: ploegenachtervolging |
| 2018       | puntenkoers ploegenachtervolging · koppelkoers                                |                      |            |                                 |
| 2019       |                                                                               | omnium · scratch     |            |                                 |
| 2020       |                                                                               |                      |            |                                 |